# پتار کرپان
پتار کرپان (کرواتی: Petar Krpan؛ زادهٔ ۱ ژوئیهٔ ۱۹۷۴) بازیکن فوتبال اهل کرواسی است. وی در تیم ملی کرواسی نیز بازی کرده‌است.